# 闡陀
闡陀（梵名  Chandaka，巴利名  Channa），又譯為闡鐸迦、闡陀迦、闡特、闡怒、羼陀、孱那、闡那、闍那、栴檀，舊譯為車匿、車那。意譯為樂欲、應作、樂作、欲作、覆藏。本是釋迦牟尼未出家前的僕役，後成為他的弟子。
經典記載，他證阿羅漢果。但是對他證阿羅漢果的經過，以及過世日期，有兩種不同的說法。

## 生平
本為釋迦牟尼為太子時的僕役，負責為他駕車。在釋迦牟尼出家後，也跟隨他出家。跟隨釋迦牟尼出家後，他仍然保持原來粗野的個性，因此被稱為惡口車匿、惡性車匿。他也曾加入提婆達多的六群比丘之中。
在律藏中，佛陀制戒因緣中，有許多與闡陀有關，如《五分律》中記載，他曾任意伐樹，建立住處，引起當地居民不滿。
闡陀比丘證阿羅漢果的經過，經中有兩種不同的說法：
1. 佛在世時，闡陀在王舍城生病，尊者舍利弗去探病，並與他論法，他證阿羅漢果後以刀自殺。他「有供養家，極為親厚」，所以舍利弗懷疑他沒有證果，但佛肯定地說，闡陀已是阿羅漢。這一說法，見於南傳『相應部35相應87經』[5]，『中部144經』[6]，及漢譯『雜阿含經‧病相應1266經』[7]。
2. 佛滅前，遺言阿難，如果闡陀繼續對其他比丘口出惡言，就給與「梵檀罰」，僧團所有人不得與他交談，要讓他覺得羞愧而悔改。[8][9]。闡陀悔改後，住在波羅奈，向上座們請益，都不契機。後來，到拘睒彌，阿難為他說『教迦旃延經』，因而證阿羅漢果。這一說法，見於南傳『相應部22相應90經』[10]，漢譯『雜阿含經‧陰相應262經』[11]，『大智度論卷二』[12]。

第一說闡陀死於佛世，二說闡陀死於佛滅之後。

## 外部連結
- 佛光大辭典 （页面存档备份，存于） － .   [2019-03-03]. （原始内容存档于2019-03-06）.
- . translated from the Pali by Thanissaro Bhikkhu. Access to Insight. 12 February 2012  [27 August 2013]. （原始内容存档于2017-12-01）.（英文）